# Diwotino
Diwotino, auch Divotino geschrieben (bulgarisch Дивотино) ist ein Dorf in der Gemeinde Pernik in Westbulgarien. Seine Einwohnerzahl beträgt 1681. Seit 2008 ist das Dorf Namensgeber für den Divotino Point, eine Landspitze von Robert Island in der Antarktis.
Diwotino liegt ca. 4. km nördlich des Gemeindezentrum in den Ausläufer der Ljulin-Gebirges. Die Region ist durch Bergbau geprägt und in der Nähe von Diwotino befand sich die erste ältesten Grube in der Pernik-Region, die Sweta Ana (St. Anna). In der Nähe befindet sich ebenfalls das im 10. Jahrhundert gegründete Kloster Dewotino. Im Dorf selbst existieren die Grundschule Hl. Gebrüder Kyrill und Method sowie das Tschitalischte Tschitscho Stojan.

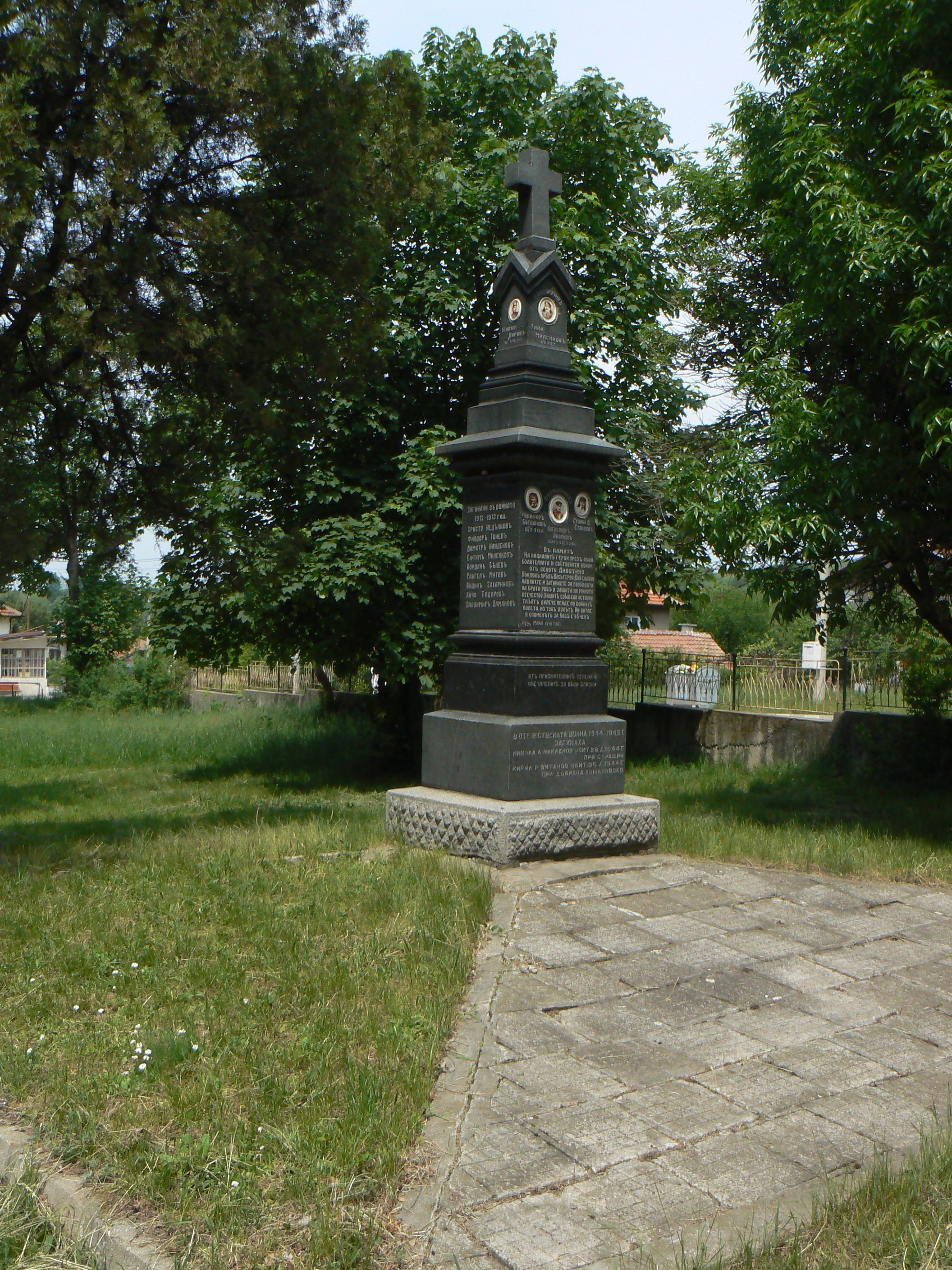
Das Kriegsdenkmal im Dorf

## Persönlichkeiten
- Stojan Popow, genannt Tschitscho Stojan (1865–1939), bulgarischer Dichter und Kinderbuchautor